# Dancing in the Dark (Lied)
Dancing in the Dark ist ein Rocksong von Bruce Springsteen aus dem Jahr 1984, der von ihm geschrieben und von ihm, Jon Landau, Chuck Plotkin und Steven Van Zandt produziert wurde.

## Entstehung und Inhalt
Dancing in the Dark war das letzte Stück, das 1984 für das Album Born in the U.S.A. in den Hit Factory Studios in New York aufgenommen wurde. Im Song geht es um die Frustration des lyrischen Ichs, das mit der Alltäglichkeit und Aussichtslosigkeit seines Lebens nicht zufrieden ist: Jeden Abend gehe es zur Arbeit, komme morgens müde heim, gehe ins Bett, sei nichts als müde und leide unter der Stumpfsinnigkeit seiner Existenz. Es fordert zum gemeinsamen Ausbruch aus der Leb- und Lieblosigkeit der alltäglichen Routine auf, auch wenn man dabei nur im Dunkeln tanze.

## Veröffentlichung und Erfolg
Das Lied wurde am 4. Mai 1984 als Single bei Columbia Records veröffentlicht. In den Vereinigten Staaten erreichte das Stück Platz 2 der Charts. Es war Springsteens erster Hit seit 1981 und der Beginn einer Reihe von Top-10-Erfolgen. Ein Nummer-eins-Hit wurde der Song unter anderem in den Niederlanden und Belgien. In Großbritannien erreichte die Single Platz 18, nach einer Neuveröffentlichung der Single Anfang Januar 1985 kam der Titel bis auf Platz 4. Bei den Grammy Awards 1985 gewann der Hit in der Kategorie „Beste männliche Gesangsdarbietung – Rock“ (Best Rock Vocal Performance, Male).

## Musikvideo
Beim Musikvideo führte Brian De Palma Regie. In der Handlung trägt Bruce Springsteen den Song auf einer Bühne vor einem großen Publikum vor, dabei holt er einen Fan, gespielt von Courteney Cox, auf die Bühne und tanzt mit ihr. Der Clip wurde im Juni 1984 im Saint Paul Civic Center, Saint Paul, Minnesota gedreht. Die Erstausstrahlung fand am 10. Juli 1984 auf MTV statt. Bei Live-Auftritten tanzt Springsteen bei diesem Lied seitdem mit einer Frau aus dem Publikum. Das Musikvideo wurde bei den MTV Video Music Awards 1985 in der Kategorie Best Stage Performance in a Video ausgezeichnet.

## Kommerzieller Erfolg

### Chartplatzierungen
| ChartsChartplatzierungen       | Höchstplatzierung | Wochen |
| ------------------------------ | ----------------- | ------ |
| Vereinigte Staaten (Billboard) | 2 (21 Wo.)        | 21     |
| Vereinigtes Königreich (OCC)   | 4 (39 Wo.)        | 39     |

| ChartsJahrescharts (1984)      | Platzierung |
| ------------------------------ | ----------- |
| Vereinigte Staaten (Billboard) | 14          |

| ChartsJahrescharts (2024)    | Platzierung |
| ---------------------------- | ----------- |
| Vereinigtes Königreich (OCC) | 90          |

### Auszeichnungen für Musikverkäufe
| Land/Region                  | Auszeichnungen für Musikverkäufe (Land/Region, Auszeichnung, Verkäufe) | Verkäufe  |
| ---------------------------- | ---------------------------------------------------------------------- | --------- |
| Australien (ARIA)            | 9× Platin                                                              | 630.000   |
| Dänemark (IFPI)              | Platin                                                                 | 90.000    |
| Deutschland (BVMI)           | Gold                                                                   | 300.000   |
| Italien (FIMI)               | Platin                                                                 | 100.000   |
| Kanada (MC)                  | Platin                                                                 | 100.000   |
| Mexiko (AMPROFON)            | 5× Gold                                                                | 150.000   |
| Neuseeland (RMNZ)            | 5× Platin                                                              | 150.000   |
| Portugal (AFP)               | Gold                                                                   | 5.000     |
| Spanien (Promusicae)         | 2× Platin                                                              | 120.000   |
| Vereinigte Staaten (RIAA)    | 4× Platin                                                              | 4.000.000 |
| Vereinigtes Königreich (BPI) | 3× Platin                                                              | 1.800.000 |
| Insgesamt                    | 3× Gold · 28× Platin ·                                                 | 7.345.000 |

Hauptartikel: Bruce Springsteen/Auszeichnungen für Musikverkäufe

## Coverversionen
- 1986: The Shadows
- 1989: London Philharmonic Orchestra
- 1990: Bob Dylan[8]
- 1998: Jive Bunny & the Mastermixers (Rock the Party)
- 1999: Mary Chapin Carpenter
- 2001: Pete Yorn
- 2009: Amy Macdonald (Liveversion)
- 2015: Hot Chip
- 2019: Sam Fender
- 2021: Denis Fischer